# Tranquilize
Tranquilize este al doisprezecelea single al trupei de rock alternativ The Killers, și cel de-al doilea și ultimul single de pe compilația Sawdust. A fost lansat pe 8 octombrie 2007 în Marea Britanie, pe 12 octombrie pe iTunes și pe 23 octombrie în Statele Unite ale Americii.
Cântecul a atins locul 13 în UK Singles Chart și 11 în topul „Download”. De asemenea, a câștigat premiul pentru cea mai bună melodie alternative / indie pe plan internațional (Best International Alternative / Indie Track) la prima ediție a premiilor NME ținută vreodată în SUA.
Brandon Flowers a declarat despre cântec: „Există disperare în el. E unul dintre cele mai deprimante cântece ale noastre, dar există întotdeauna o lumină la capătul tunelului.” adăugând „Acesta e un cântec care ar fi trebuit să fie prezent pe Sam's Town”.
Ediția limitată Etched 7" avea un vers din melodie, ales de Flowers, gravat pe una din fețe.

## Lista melodiilor

### iTunes Download, Etched 7" (ediție limitată), Promo 7" (învelitoare de carton)
1. „Tranquilize” (feat. Lou Reed)

## Despre videoclip
Videoclipul, în care apare și Lou Reed, a fost lansat pe 29 octombrie 2007 în Regatul Unit.
În clip, Brandon Flowers se află într-o casă pustie. Undeva în această casă se găsește și Lou Reed, care e așezat în fața unui pian. Flowers cântă cântecul, inclusiv părțile interpretate de Reed, uneori postura lui fiind extrem de rigidă și încordată. Pe parcursul clipului apar și scene cu Flowers împreună cu ceilalți membri ai trupei, aflați într-o cameră roșie, așezați la o masă plină de lumânări și ținându-se de mâini ca și cum ar participa la o ședință de spiritism. În strofa a doua, în jurul scaunului pe care se află așezat Flowers, apar mai mulți copii, așezați pe scaunele din jurul solistului, până atunci goale. Videoclipul se termină atunci când Flowers îl găsește pe Reed și cântă ultimele versuri, țintuindu-l cu degetul, în vreme ce Reed cântă la pian. Ultimul cuvânt, pe care se încheie melodia, respectiv „tranquilize”, e rostit de Reed. După aceea, Flowers se răsucește spre dreapta și pleacă.

## Poziții în topuri
- 11 (Download chart)
- 13 (Marea Britanie)
- 84 (Australia)